# Jaleel White
Jaleel Ahmad White (Culver City, 27 de novembre del 1976) és un actor i guionista estatunidenc. És més conegut pel seu paper de Steve Urkel en la comèdia Family Matters, entre 1989 i 1998. També és conegut per interpretar la veu del personatge Sonic the Hedgehog. Jaleel va néixer a Pasadena, Califòrnia, fill de Michael White, un dentista, i Gail, una mestressa de casa. El 2001, Jaleel es va graduar a la Universitat d'UCLA amb un títol en cinema i televisió. Jaleel va tenir una filla amb la seva exdona Bridget Hardy.

## Carrera professional
El seu primer paper de televisió va ser en la sèrie Charlie and Company, en la cadena de televisió CBS, fent de fill de Flip Wilson i Gladys Knight. El seu segon paper va ser en la sèrie The Jeffersons, en la cadena de televisió CBS. White també va aparèixer en l'episodi pilot de Good Morning, Miss Bliss, el 1987, i va tenir un paper en la pel·lícula Campament Cucamonga (1990).

### Family Matters
A l'edat de 12 anys, només poc després de protagonitzar el comercial de televisió per al sistema Atari Lynx de videojocs portàtils, Jaleel va originar el seu paper més famós, Steve Urkel, a Family Matters El paper va ser concebut inicialment com una aparició d'una sola vegada, però el personatge va resultar ser popular i a Jaleel se li va donar un paper protagonista a temps complet. També va interpretar diversos personatges de la sèrie, com per exemple Stefan Urquell i Myrtle Urkel. Durant la popularitat que va obtenir interpretant el paper de Steve Urkel va comercialitzar uns cereals (Urkel-Os) i una nina. A més de protagonitzar la sèrie, Jaleel també va escriure diversos episodis, incloent un, als 19 anys. Quan la sèrie va ser cancel·lada el 1998 després de nou anys, Jaleel s'havia cansat de la funció. A causa del caràcter de popularitat, Jaleel estava tan ben definida pel seu caràcter Urkel que es va fer difícil per a ell aconseguir altres papers.

### Després deFamily Matters
El 1999, Jaleel va tornar a la televisió en la sèrie de Grown Ups, en la cadena de UPN. La sèrie es basa en un jove que camina cap a la maduresa. Ell també va coproduir i va escriure episodis de la sèrie, en la qual va interpretar a J, un graduat de la universitat que lluita per establir el seu paper en la vida com un adult. En l'episodi també hi apareix Soleil Moon Frye famós pel seu paper de Punky Brewster, com la noia a qui va triar com a company d'habitació. La sèrie no va aconseguir atreure espectadors i va ser cancel·lada després d'una temporada. Els papers d'interpretació de Jaleel no s'han restringit a comèdies, sinó que també ha donat veu a personatges animats, com per exemple Quest for Camelot (1998). El 1999, ell va proporcionar la veu de Martin Luther King, Jr, en El nostre amic, Martín (Our Friend, Martin.)També va ser la veu del famós personatge de videojocs de Sonic the Hedgehog en tots els programes de televisió americana, Adventures of Sonic the Hedgehog, Sonic the Hedgehog, i Sonic Underground, així com un especial de Nadal.
Ell ha seguit actuant i ha tingut petits papers en les pel·lícules Big Fat Liar, HEY HO i Dreamgirls, i va aparèixer en un paper principal en la comèdia de 2006 Who Made the Potato Salad? El 2007, com a actriu convidada en la sèrie de CW The Game, seguit per un paper com de postgrau la facultat de dret d'entrevista per a un treball de Crane, Poole i Schmidt en el drama legal d'ABC "Boston Legal".
El juny de 2009, Jaleel va començar a aparèixer en la sèrie web Road to the Altar. I en la sèrie White stars com a Simon. El setembre de 2009, va aparèixer en la sèrie Psych Xarxa. El juny de 2010, White va començar a aparèixer en la sèrie web Fake It Till You Make It. També exerceix com a escriptor i productor de la sèrie. Serà el protagonista de la pròxima pel·lícula de monstres directa vídeo Mega Shark vs Crocosaurus, que serà llançada el 21 de desembre de 2010.

## Filmografia

### Pel·lícules
- Quest for Camelot (1998)
- Big Fat Liar (2002)
- Miracle Dogs Too (2006)
- Puff, Puff, Pass (2006)
- Who Made the Potato Salad (2006)
- Dreamgirls (2006)
- Kissing Cousins (2008)
- Green Flash (2008)
- Call of the Wild (2009)

### Sèries de televisió
- Silence of the Heart (1984)
- Kids Don't Tell (1985)
- Charlie & Co. (1985-1986)
- The Leftovers (1986)
- Cadets (1988)
- Cosas de casa (1989-1998)
- Camp Cucamonga (1990)
- Full House (1991)
- The Adventures of Sonic the Hedgehog (1993-1996) (veu)
- Sonic the Hedgehog (1993-1995) (veu)
- The Fresh Prince of Bel-Air (1995)
- Sonic Christmas Blast (1996) (veu)
- Meego (1997)
- Sonic Underground (1998-1999) (veu)
- Grown Ups (1999-2000)
- 111 Gramercy Park (2003)
- Boston Legal (2004)
- The Game (2007)
- Psych (2009)
- Fake It Til You Make It (2010)
- Castle (2015)
- Hawaii Five-O (2015)
- The Big Show Show (2020)

## Premis i nominacions

### Nominacions
- Millor Actor Jove - Convidat en una sèrie de Televisió (The Jeffersons,1985)
- Actor de repartiment. Millor Jove en una nova sèrie de televisió (Charlie & Co.1986)
- Millor Actor Principal en una sèrie de comèdia (Family Matters,1996)
- L'actor favorit de televisió (Family Matters,1996)

### Premi
- Comediant Jove Excel·lent en una sèrie de televisió (Family Matters, 1991)
- Millor Actor Juvenil (Family Matters, 1994)
- Millor Actor Juvenil (Family Matters, 1995)
- Millor Actor Principal en una sèrie de comèdia (Family Matters, 1997)